# Детска Евровизия 2023
Детската песен на Евровизия 2023 беше 21-вото издание на Детската песен на Евровизия, организирано от Европейския съюз за радио и телевизия (EBU) и телевизионната компания домакин France Télévisions . 